# 澤芬貝亨
澤芬貝亨（荷兰语：Zevenbergen，意为“七山”）是荷蘭北布拉邦省的城市，位於該國西北部，毗鄰布雷達，属于穆尔代克，人口14,750。
荷蘭後印象派畫家梵高曾在該鎮居住。
51°38′43″N 4°35′59″E / 51.64528°N 4.59972°E